# Relaciones Estados Unidos-Samoa
Las relaciones Estados Unidos-Samoa son las relaciones diplomáticas entre Estados Unidos y Samoa.

## Historia
Las relaciones se consideran cordiales y cálidas. Desde 1967, Estados Unidos ha apoyado un programa sustancial Cuerpo de Paz en Samoa. Más de 1,700 voluntarios del Cuerpo de Paz han servido en Samoa durante ese tiempo, con 30 voluntarios actualmente en el país. El programa Peace Corps hace hincapié en la alfabetización en inglés en la escuela primaria. Otras formas de asistencia de los Estados Unidos a Samoa son limitadas. La Embajada de los Estados Unidos, formada por un solo oficial, es la Embajada más pequeña en Samoa y una de las pocas Embajadas de los Estados Unidos de un solo oficial en el mundo.
El actual Embajador de los Estados Unidos en Samoa es  Scott Brown (acreditado ante Nueva Zelanda y Samoa).
Los Estados Unidos y Samoa firmaron el Acuerdo de Shiprider el 2 de junio de 2012, coincidiendo con el Jubileo de Oro de Samoa para conmemorar el 50 aniversario de la independencia del país. El acuerdo bilateral permite al personal de las fuerzas de seguridad de Samoa hacer cumplir el derecho marítimo y regulaciones de pesca a bordo de barcos de la Guardia Costera de los Estados Unidos. El acuerdo se aplica a los oficiales del Ministerio de Agricultura y Pesca de Samoa y al personal uniformado del Ministerio de Policía y Prisión de Samoa y al Servicio de Guardacostas de los Estados Unidos. Primer Ministro Tuilaepa Aiono Sailele Malielegaoi y Embajador de Estados Unidos en Samoa David Huebner fueron los firmantes del acuerdo.